# Франсіс Жамм
Франсі́с Жамм (фр. Francis Jammes; 2 грудня 1868, Турне, Верхні Піренеї — 1 листопада 1938, Аспарран, Атлантичні Піренеї) — французький поет-символіст.

## Біографія

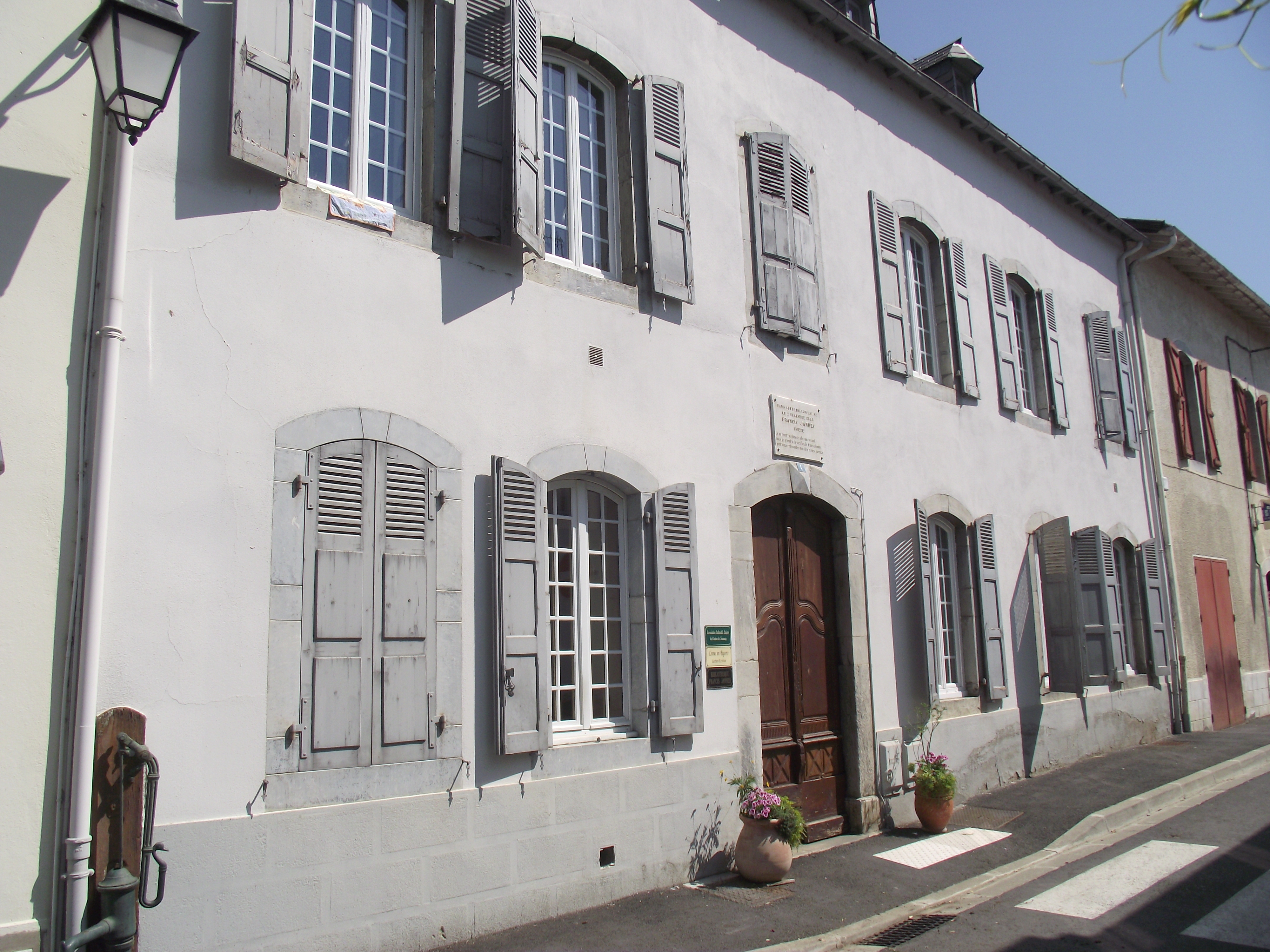
Рідний дім Франсіса Жамма в Турне

Народився в Турне. Син Віктора Жамма (1831—1888) та Анни Белло (1841—1934). Навчався в ліцеї у По, де був доволі посереднім учнем. Згодом продовжив навчання в Бордо. 1888 року, в двадцятирічному віці втратив батька.
Після провалу іспитів на звання бакалавра (одержав нуль балів з французької мови), служив помічником нотаріуса. Його публікації помітили Стефан Малларме та Андре Жід. З 1895 року цілком присвятив себе літературі. 1896 року разом з Жідом побував у Алжирі. 1901 року познайомився та потоварищував з Полем Клоделем. 1904 року дуже болісно пережив нещасливе кохання, відлунням якого став цикл віршів «Смуток» («Tristesses»), які 1906 року були опубліковані у збірці «Галявини неба» («Clairières dans le ciel») 1905 року під впливом Клоделя навернувся до католицизму, що знайшло глибоке вираження у віршах і прозі. 1928 року познайомився з Полем Валері.
Листувався з Полем Клоделем, Андре Жидом, Ремі де Гурмоном та іншими символістами. Був близький до кола видавництва «Меркюр де Франс», у якому зазвичай і друкувався. При цьому відкидав життя в Парижі, послідовно залишався провінціалом, прагнув до простоти переживання й вираження, що значною мірою визначило інтерес до його віршів різних поціновувачів.

## Творчість і визнання
Крім віршів, залишив декілька романів, драми, мемуари, есе. Творчість Жамма цінував Райнер Марія Рільке, який згадує його на сторінках «Записок Мальти Лауридса Брігге». Жаммом цікавився також Франц Кафка.
Портрет Жамма залишив Жак-Еміль Бланш. Музику на його вірші писали Даріус Мійо, Артюр Онеггер, Лілі Буланже, Жорж Брассенс та інші композитори.

## Вибрані твори

### Вірші
- «De l'Angélus de l'aube à Angélus du soir» (1898)
- «Le Deuil des primevères» (1901)
- «Le Triomphe de la vie» (1906)
- «Clairières dans le ciel» (1906)
- «Les Géorgiques chrétiennes» (1911–1912)
- «Le Livre des quatrains» (1923–1925)
- «Temps De tout à jamais» (1935)
- «Sources» (1936)

### Проза
- «Clara d'Ellébeuse» (1898)
- «Almaïde d'Étremont» (1901)
- «Le roman du lièvre» (1903)
- «Pomme d'anis» (1904)
- «Janot poète» (1928)

## Українські переклади
Поезії Франсіса Жамма українською мовою перекладали Максим Рильський, Микола Терещенко, Оксана Пахльовська, Всеволод Ткаченко («Клара д'Еллебьоз»).